# Incendie du Cinéma Statuto
L'incendie du Cinéma Statuto est un incendie survenu le 13 février 1983 à 18 h 15 lors de la projection de La Chèvre dans la salle du Cinéma Statuto à Turin, en Italie. L'incendie a provoqué la mort de 64 personnes à la suite d'une inhalation de fumée. Selon les déclarations de Raimondo Capella, le propriétaire du cinéma, les flammes se sont propagées à partir d'un vieux rideau. Les victimes, bien qu'elles aient tenté de s'échapper, ont trouvé les sorties fermées et verrouillées, et n'ont donc pas pu éviter les fumées de cyanure d'hydrogène, produit de la combustion de chaises en tissu résistant au feu.
Le propriétaire du cinéma, Raimondo Capella, a été condamné à huit ans en première année et deux ans en deuxième année, et à indemniser les proches des victimes d'une somme de 3 milliards de lires (1,54 million d'euros). Tous ses biens ont été saisis.
Il s'agit de la plus grande catastrophe survenue après la Seconde Guerre mondiale à Turin. La plus jeune victime avait 7 ans et la plus âgée avait 55 ans. Il y avait neuf orphelins. L'accident a provoqué une vague de réformes des lois sur les bâtiments publics, rendant les matériaux ignifuges et l'équipement de lutte contre l'incendie obligatoires pour chaque espace public.